# Franciszek Olędzki
Franciszek Olędzki (czyli Olęcki, Olenski, Oleński, zm. w 1792 roku) – rzeźbiarz lwowski. Pracował przede wszystkim w drewnie i kamieniu, znacznie rzadziej w stiuku. 

## Życiorys
Prawdopodobnie, rozpoczął naukę pod kierunkiem Sebastiana Fesingera. W 1773 poślubił Mariannę z Polańskich, wdowę po rzeźbiarzu Janie Kruszanowskim, córkę odlewnika dzwonów Teodora Polańskiego. W latach 1773–1779 wykonywał prace dla katedry łacińskiej we Lwowie. W 1780 otrzymał od teścia nieruchomości na przedmieściu Halickim we Lwowie. Jego dorobek artystyczny nie jawi się jasno.
Ukraiński badacz Dmytro Krwawycz (ukr. Дмитро Крвавич) zgodził się z atrybucią, że Olędzkiego należy uznać za autora rzeźb na wrotach diakońskich ikonostasu cerkwi Świętej Pokrowy w Buczaczu. Równocześnie Krwawycz uważał, że Olędzki zrealizował projekt Jana Jerzego Pinzla, który nadzorował za jego zrealizowaniem. Przez pewien czas Pinzelowi przypisywano poszczególne prace Oleńskiego, np. rzeźby na kamienicy nr 3 na Rynku (kamienica Ubaldini).
Architekt lwowski Franciszek Ksawery Kulczycki obiecał jemu prace przy prowadzeniu «fabryki w Poczajowie»

### Prace
Zdaniem Wołodymyra Wujcyka Franciszek Olędzki kontynuował tradycję lwowskiej plastyki jej najlepszego okresu, związanego z Sebastianem Fesingerem, Janem Jerzym Pinslem, Antonim Osińskim. 
- rzeźbiarską dekorację kamienicy Rzewuskich (Wilczkowskiej) przy Rynku nr 3 we Lwowie, przebudowywanej wg projektu architekta Piotra Polejowskiego (1771-1772).
- cztery boczne ołtarze i tron biskupi dla katedry łacińskiej we Lwowie.
- dekoracja kamienicy kasztelanowej halickiej Konstancji Bielskiej przy Rynku nr 20 we Lwowie
- nagrobki arcybiskupów lwowskich Wacława Hieronima Sierakowskiego (zm. 1780) i Ferdynanda Kickiego (zm. 1797) dla katedry łacińskiej we Lwowie.
- posąg Matki Boskiej Łaskawej dla prospektu organowego w kościele Dominikanów w Podkamieniu, wykonany na podstawie kontaktu zawartego w 1774, we wcześniejszej literaturze błędnie łączony z Tomaszem Freszerem; w 1910 został przekazany do kościoła Dominikanów w Tarnopolu, skąd w roku 1945 traﬁł do kościoła św. Jacka w Warszawie[8].